# 福岡県公立古賀竟成館高等学校
福岡県公立古賀竟成館高等学校（ふくおかけんこうりつ こがきょうせいかんこうとうがっこう）とは、福岡県古賀市中央二丁目にある組合立高等学校。通称は「古賀高」「竟成館」など。
2市（古賀市・福津市）1町（新宮町）が組織する一部事務組合の「古賀高等学校組合」が運営している。
組合立高等学校（公立）は全国で3校だけである。

## 概要
歴史
1951年（昭和26年）創立の「福岡県立粕屋農業高等学校 古賀分校」を前身とする。1962年（昭和37年）に「福岡県公立古賀高等学校」として独立。現校名になったのは2009年（平成21年）。独立当初より、全日制課程2学科（普通科と商業に関する学科）を有している。1962年（昭和37年）を創立年としており、2022年（令和4年）に創立60周年を迎えた。
校名の由来
後漢書列伝の「有志者事竟成」(志し有る者、事竟に成る）に由来。「事を成し遂げようとする堅い志のある者は、どんな困難に遭おうとも、最後には成し遂げる」という意味。
校訓
「自主・友愛・練磨」
教育方針
- 志を持って意欲的に学び、将来の自己実現に向けた確かな実践力を持つ生徒を育成する。
- 社会のルールを遵守する道徳的実践力を持ち、責任感にあふれ、自らの判断でたくましく生きる生徒を育成する。
- 心身ともに健康で、克己心に満ち、変容する社会を主体的に生きる生徒を育成する。
- 命あるものを尊び、相互の人格を尊重し、共に生きる心や公共の精神に基づいた人権意識の強い生徒を育成する。
- 我が国の文化や伝統を尊重し、幅広い視野に立って地域社会に貢献する生徒を育成する。
- 特別活動・部活動・奉仕活動・地域支援活動などに積極的に参加し、人としての在り方生き方を真摯に考える生徒を育成する。

「目指せ日本一」五箇条
1. 日本一 挨拶ができる学校
2. 日本一 美しい学校
3. 日本一 校歌が歌える学校
4. 日本一 一人ひとりを大切にする学校
5. 日本一 時間を守れる学校

校章
翼を広げた鶴の絵の上に、「髙」の文字を配している。
校歌
1964年（昭和39年）制定。作詞は梅田健、作曲は中田直宏による。歌詞は3番まであり、各番の歌詞中に校名の「古賀高校」が登場する。
設置学科
全日制課程 2学科
- 普通科
  - 進学コース - 主に、大学・短大進学を目指す。1年次までは科目が2組とも同一だが、2年次からは、文系コースと理数コースに分かれる（1・2組合計65名）。
  - 特進コース - 進学を目指すものの中でもレベルの高い学校への進学、または特別推薦等を目指す（3組合計40名）。
  - ベーシックデザインコース - 大学・短大進学を目指し、美術系の能力を学び、社会面でも役に立てる（1・2組合計15名）。

- 総合ビジネス科（商業に関する学科）

主に、商業系の科目を学び、検定試験を多く受験する。2年次からは、会計コースとマーケティングコースに分かれる（4・5組合計80名）。
受験できる主な検定（総合ビジネス科）
日商簿記検定、全商簿記検定試験、全商商業経済検定試験・全商珠算、電卓検定試験、全商ワープロ検定試験、全商情報処理検定試験、販売士検定試験（マーケティングコースのみ）
通学手段
徒歩、電車、バス、自転車通学可（申請必要）。ただし、バイクは不可。

## 沿革
- 1951年（昭和26年） - 「福岡県立粕屋農業高等学校 古賀分校」として開校。校長は鶴田正造。
- 1962年（昭和37年）
  - 3月24日 - 設立が認可される。
  - 4月1日 - 福岡県立粕屋農業高等学校古賀分校の募集を停止。4町（古賀・新宮・福間・津屋崎）で組織した「古賀町外3ケ町高等学校組合」が運営する「福岡県公立古賀高等学校」が開校。普通科および商業科を設置。開校式並びに第1回入学式（普通科110名、商業科56名）を挙行。
- 1963年（昭和38年）- 普通科112名、商業科112名が入学。校舎建築第1期工事が完成。
- 1964年（昭和39年）- 3学年がそろい、12学級編成。新校舎第2期工事 （普通教室6、特別教室2、準備室2、研究室2、管理室4、正門、渡廊下）が完成。運動場を造成。校歌が完成。
- 1965年（昭和40年）
  - この年 - 第1回卒業証書授与式を挙行。校内放送設備完成（長崎洋六氏寄贈）。第1回文化祭を挙行。
  - 3月31日 - 福岡県立粕屋農業高等学校古賀分校が廃止される。
- 1966年（昭和41年） - 体育館が完成。
- 1967年（昭和42年） - 校地拡張を目的として後援会発足。
- 1969年（昭和44年）- 商業科1学級増加募集（普通科110名、商業科165名）。合宿施設「友愛館」と卓球場が完成。女子ハンドボール部県大会優勝。
- 1997年（平成9年）10月1日 - 古賀町の市制施行により、設置者名を「古賀市外三ケ町高等学校組合」に改称。
- 2003年（平成15年）4月1日 - 商業科を総合ビジネス科に改称。
- 2005年（平成17年）1月24日 - 福間町と津屋崎町の新設合併による福津市の発足に伴い、設置者名を「古賀高等学校組合」に改称。
- 2009年（平成21年）4月1日 - 「福岡県公立古賀竟成館高等学校」（現校名）に改称。
- 2010年（平成22年）3月 - 校舎等改築落成記念式典を挙行。
- 2011年（平成23年）10月 - 創立50周年記念式典を挙行。
- 2014年（平成26年）9月 - 同窓会総会設立50周年記念式典・祝賀会を挙行。

## 学校行事
1学期
- 4月 - 始業式、入学式、部活動壮行会、1年教育合宿、PTA定期総会
- 5月 - 防災訓練、生徒総会、家庭クラブ総会、1学期中間考査
- 6月 - 鶴翔祭（文化祭）、軽音楽部定期演奏会、1学期期末考査
- 7月 - 1学期保護者会（三者面談）、終業式

2学期
- 8月 - 始業式
- 9月 - 体育祭
- 10月 - 2学期中間考査、中学生体験入学
- 11月 - ベーシックデザインコース実技講習会、2学期期末考査
- 12月 - 芸術鑑賞会、2学期保護者会（三者面談）、終業式

3学期
- 1月 - 始業式、2年修学旅行、センター試験（大学・短期大学志望者全員受験）
- 2月 - 予餞会、学年末考査
- 3月 - 卒業証書授与式、クラスマッチ、吹奏楽部定期演奏会、終業式

## 交通
最寄り鉄道駅
- JR九州「古賀駅」徒歩7分

最寄りのバス停留所
- 西鉄バス「古賀駅南口」バス停徒歩6分

## 著名な出身者
- 一穂 - シンガーソングライター[要出典]